# Shizhong, Leshan
Shizhong är ett stadsdistrikt och säte för stadsfullmäktige i Leshan i Sichuan-provinsen i sydvästra Kina. Det ligger omkring 120 kilometer söder om provinshuvudstaden Chengdu. 
Shizhong kan översättas till svenska med "stadscentrum".